# 石井富男
石井 富男（いしい とみお、1947年7月11日 - ）は、静岡県出身のプロゴルファー。

## 来歴
伊東市立対島中学校卒業。
16歳でゴルフを始め、1968年にプロ入りする。
1972年の日本プロでは河野高明と並んでの5位タイ、1973年の美津濃トーナメントでは榎本七郎・金本章生に次ぐ3位に入った。
1974年の日本プロでは高橋信雄・新井規矩雄と並んでの10位タイに入った。
1975年の全日本ミックスダブルスでは鈴木美重子とペアを組み、初日を内田繁&諸星明美ペアと並んでの2位タイでスタートし、最終日には今井昌雪&岡田美智子ペア・杉本英世&辻和代ペア・村上隆&佐々木マサ子ペア・内田&諸星、三浦勝利&藤村政代ペアを抑えて優勝。
1984年の茨城オープンでは初日を66で金子登喜雄に2打差の2位でスタートし、最終日には金子・中川泰一・岩下吉久に次ぐと同時に松井功・中瀬芳治・須藤聡明・金谷多一郎と並んでの4位タイに入った。
1993年の三菱ギャランを最後にレギュラーツアーから引退し、シニア転向後の1997年には日本プロシニアでは10位に入った。

## 主な優勝
- 1975年 - 全日本プロミックスダブルス